# Jeanne d'Arc (film)
Jeanne d'Arc (Giovanna d'Arco) è un cortometraggio diretto da Georges Méliès della durata di 10 minuti circa in bianco e nero.

## Caratteristiche
Il filmato è muto, in bianco e nero (in seguito dipinto a mano), ed è composto come "film a quadri", cioè come una serie di scene a inquadratura fissa (con sfondi diversi e durata variabile), poste una di seguito all'altra a formare una storia di senso compiuto. Non è il primo film a quadri di Méliès (erano già stati girati almeno L'affaire Dreyfus e Cendrillon).
Le inquadrature spesso lasciano fuori alcuni elementi sui bordi, perché Méliès adoperava la cinepresa Lumiere, non ancora dotata di mirino che l'operatore preparava in modo da inquadrare le scene secondo la sua esperienza.

## Trama
Nel villaggio di Domrémy, Giovanna d'Arco ha una visione di Santa Caterina, Santa Margherita e dell'Arcangelo Michele che le annunciano la sua missione di salvare la Francia sconvolta dalla guerra dei cent'anni. Tornata a casa, Giovanna spiega la sua visione al padre Giacomo d'Arco, a sua madre Isabella Romée e a suo zio, i quali cercano di trattenerla, ma invano. All'ingresso della città di Vaucouleurs, Giovanna d'Arco cerca di farsi ingaggiare per la missione. Dopo, passa alla corte del re partendo con al seguito l'esercito francese e intraprendendo una sfilata col principe Carlo per le vie di Orléans. Successivamente, il principe Carlo diventa re nella Cattedrale di Reims. Giovanna d'Arco viene catturata dagli inglesi sedurante la battaglia di Compiègne senza troppa fatica, tirata giù dal cavallo e messa in prigione; nel frattempo il suo esercito sulle prime non sembra fare nulla, poi attacca il castello nemico. In prigione, Giovanna d'Arco ha un'altra visione di un beato in armatura e spada, poi le riappare la prima visione. Viene portata davanti ai giudici che le chiedono le motivazioni che l'hanno portata ad intraprendere il suo operato contro il parere dei genitori e se ritenesse di aver peccato nelle sue azioni di soldato francese. Giovanna spiega le sue visioni degli angeli e risponde di non aver peccato. I giudici, dopo un accurato esame, la dichiarano eretica e la condannano al rogo, bruciandola sulla piazza del mercato di Rouen, mentre l'esecutore muore a causa delle inalazioni di fumo, Giovanna d'Arco, arsa sul rogo, finisce in paradiso, dove viene accolta dagli angeli e da Dio.